# Duvalia modesta
Duvalia modesta är en oleanderväxtart som beskrevs av Nicholas Edward Brown. Duvalia modesta ingår i släktet Duvalia och familjen oleanderväxter. Inga underarter finns listade i Catalogue of Life.